# Markus Münch (Fußballspieler)
Markus Münch (* 7. September 1972 in Nußloch) ist ein ehemaliger deutscher Fußballspieler und heutiger Pferde- und Galoppertrainer.

## Fußballkarriere

### Vereine
Von seinem Jugendverein SV Sandhausen über die Jugendabteilung des FC Bayern München gelang Münch 1990 der Aufstieg in den Profikader des FC Bayern unter Jupp Heynckes. Vor seinem Bundesligadebüt spielte er im März 1991 im Viertelfinale des Europapokals der Landesmeister. In seiner ersten Bundesligasaison wurde er zweimal eingesetzt und sammelte sonst überwiegend Spielzeit in der A-Jugend und bei den Bayern Amateuren, wo er mit den späteren Bayern-Profis Christian Nerlinger, Markus Babbel und Christian Ziege zusammenspielte. In den darauffolgenden Saisons etablierte Münch sich in der ersten Mannschaft und gewann unter Trainer Franz Beckenbauer 1993/1994 erstmals die Deutsche Meisterschaft durch einen 2:0-Sieg am 34. Spieltag gegen den FC Schalke 04.
Nach drei Spielzeiten und 36 Ligaspielen wechselte er zu Bayer 04 Leverkusen, bei denen er schnell zur Stammkraft wurde und im Dezember 1994 auch sein erstes Bundesligator erzielte. Sein wichtigstes Tor war der späte Ausgleich zum 1:1 in der 82. Minute gegen den 1. FC Kaiserslautern am 18. Mai 1996 (34. Spieltag) in seinem letzten Spiel. Münch bestritt das Spiel trotz eines akuten Leistenbruchs und bevorstehender Operation unmittelbar nach Saisonende. Mit diesem Ergebnis blieb sein Verein erstklassig, Kaiserslautern hingegen stieg in die 2. Bundesliga ab. Das Spiel besiegelte auch das Karriereende des damaligen Leverkusener Kapitäns und der Vereinsikone Rudi Völler, dessen Interview zusammen mit dem weinenden Andreas Brehme in seinem Armen für einen der bekanntesten Szenen im Deutschen Fußball sorgte. Danach kehrte Münch für eine Ablöse von 1,3 Millionen Mark zurück zum FC Bayern, die bereits im Laufe der Saison ausgehandelt wurde und gewann 1996/1997 unter Giovanni Trapattoni ein weiteres Mal die Meisterschaft. In der Rückrunde der darauffolgenden Saison 1997/98 ging Münch auf Leihbasis zum 1. FC Köln und wechselte nach dem Abstieg der Kölner nach Italien zum Zweitligisten CFC Genua. Zu Saisonbeginn 1999/2000 holte ihn Hans-Peter Briegel zum türkischen Verein Beşiktaş Istanbul, wo er in seiner ersten Saison den Atatürk-Pokal gewinnen konnte. Nach zwei erfolgreichen Spielzeiten in der Türkei kehrte Münch nach Deutschland zurück, um für Borussia Mönchengladbach zu spielen. Nach zwei weiteren Spielzeiten wechselte er ablösefrei ins Ausland nach Griechenland. Mit Panathinaikos Athen gewann er im ersten Jahr das Double, spielte zwölfmal in der Champions League und wurde zum besten ausländischen Spieler der Liga gewählt. Ein Jahr später beendete er dort im Alter von 32 Jahren seine aktive Fußballkarriere.

### Nationalmannschaft
Münch durchlief sämtliche Juniorenmannschaften der deutschen Nationalmannschaft und gab sein Debüt in der U-20-Nationalmannschaft an der Seite von Markus Babbel und Dieter Frey am 29. Januar 1991 beim 3:0-Sieg über die Auswahl Portugals. Sein letztes Spiel für diese Auswahl bestritt er am 1. Februar 1991 bei der 1:2-Niederlage gegen die Auswahl Spaniens.
Am 21. April 1992 beim 1:1 beim Spiel in Pilsen gegen die tschechische U-21-Auswahl gab Münch sein Länderspiel-Debüt für die U-21-Nationalmannschaft. Sein erstes Tor im Nationaltrikot erzielte er am 22. Dezember 1992 in Bielefeld beim 4:1-Erfolg über Albanien. Am 14. Dezember 1993 unterlag die U-21-Auswahl mit 1:3 in Cordoba gegen Spanien; es war Münchs letztes Spiel. Obwohl er zwölfmal nominiert wurde, kam er nie zu einem Einsatz in der A-Nationalmannschaft.

### Erfolge
- 1994, 1997: Deutscher Meister
- 1991, 1993: Deutscher Vizemeister
- 1997: DFL-Ligapokal-Sieger
- 2000: Atatürk-Pokal-Sieger
- 2004: Griechischer Meister
- 2004: Griechischer Pokalsieger
- 2004: Bester ausländischer Spieler der Liga

## Rennpferde
Münch besitzt und züchtet seit 2001 Englische Vollblüter und ist seit 2010 lizenzierter Trainer für Rennpferde. In den ersten Jahren seiner Trainerlaufbahn war er in Mannheim und Frankfurt tätig.
Seinen ersten Sieg feierte er in München mit der Lomitas-Stute Margarita. Mit seiner auf dem Gestüt Schlenderhan gezogenen Stute Intarsia erzielte er anschließend am 8. August 2010 in Hannover mit einem Listensieg seinen ersten „Blacktype“-Sieg und damit seinen ersten großen Erfolg im Rennsport.
Münch verlagerte seine Pferde nach Chantilly, das die größte französische Trainingszentrale für Rennpferde ist, weil die Galopprennbahn Niederrad vom DFB übernommen wurde, um dort die DFB-Akademie zu errichten. Seither hat sich sein Rennstall vergrößert und erreichte im Jahr 2021 einen Bestand von ca. 30 Rennpferden. Er trainiert Pferde aus eigenem Besitz und eigener Zucht sowie aus dem Besitz Dritter.
Sein erfolgreichstes Pferd ist die selbst gezogene und im eigenen Besitz stehende Stute Spectre, die in den Jahren 2015 bis 2017 zahlreiche Erfolge erzielte. Spectre gewann als Dreijährige in Maisons-Laffitte den Prix Imprudence, ein Gruppe-III-Rennen, bevor sie sich mehrfach auf dem höchsten Niveau des Galoppsports, den Gruppe-I-Rennen, platzieren konnte. Im Prix Jean Prat, im Prix du Moulin in Paris-Longchamp und im Prix Jacques Le Marois in Deauville gewann sie Preisgelder in Höhe von mehreren hunderttausend Euro. Dank dieser Leistungen erhielten Münch und seine Stute im November 2016 eine Einladung zum weltbekannten Breeders Cup in Santa Anita, Kalifornien. Die Stute lief dort in der Breeders’ Cup Mile, einem mit 2.000.000 US-Dollar dotierten Rennen, gegen die weltbesten Meiler. Als Vierjährige lief Spectre in ihrem letzten Rennen in England beim Royal-Ascot-Meeting, wo sie in den Queen Anne Stakes einen beachtlichen vierten Platz erreichte. Danach beendete sie ihre Rennkarriere und wurde Zuchtstute. In ihrer Karriere erzielte Spectre eine Gewinnsumme von rund einer halben Million Euro.
Münch lebt in Chantilly, wo er als Trainer von Rennpferden arbeitet.